# 幸脇
幸脇（さいわき）は、宮崎県日向市南部の地名。現行行政地名は大字幸脇。大字区域内の地区名として遠見、幸脇、飯谷がある。郵便番号は889-1112（日向郵便局管区）。

## 概要
市の南部、美々津町の北隣にあり、耳川下流域左岸のにある。東西に長い丘陵地帯があり、東部を日豊本線と国道10号が横切る。
古くは才脇とも書いた。東は日向灘に臨み、リアス式海岸が続く。集落は耳側流域にあり河口が中心。
北隣の平岩に至る海岸は金ヶ浜と呼ばれるリアス式海岸で、風光明媚な名勝地である。

## 沿革
江戸期は日向国臼杵郡のうちで、高鍋藩領であった。
1871年（明治4年）、高鍋県、美々津県を経て、1873年（明治6年）宮崎県、1876年（明治9年）鹿児島県、1883年（明治16年）からは宮崎県に所属する。
児湯郡に属していたが、1884年（明治17年）からは東臼杵郡に属するようになった。
1877年（明治10年）の西南戦争では主戦場となり、耳川を挟んで戦闘が繰り広げられ、8月5日には耳川南岸の官軍の砲撃により、住居が焼ける。
1889年（明治22年）岩脇村の大字となり、1951年（昭和26年）から日向市の大字となる。

## 河川
- 耳川

## 交通

### 道路
- 国道10号

### 港湾
- 美々津港 (地方港湾)

### 路線バス
- 南部ぷらっとバス

## 施設
- 郵便
  - 幸脇簡易郵便局
- 消防
  - 日向市消防署南分遣所
- おもな公園
  - 権現崎公園（幸脇17-5）
  - 飯谷農村公園（幸脇1724-乙）

## 店舗
- 日向サンパーク
  - 温泉:日向サンパーク温泉 お舟出の湯
  - キャンプ場：日向サンパークオートキャンプ場
  - 道の駅：道の駅日向

## 小・中学校の通学区域
市立小・中学校に通う場合、学区（校区）は以下の通りとなる。
| 町丁     | 番・番地 | 小学校               | 中学校               |
| -------- | -------- | -------------------- | -------------------- |
| 大字幸脇 | 全域     | 日向市立美々津小学校 | 日向市立美々津中学校 |